# Sven Gabelbart

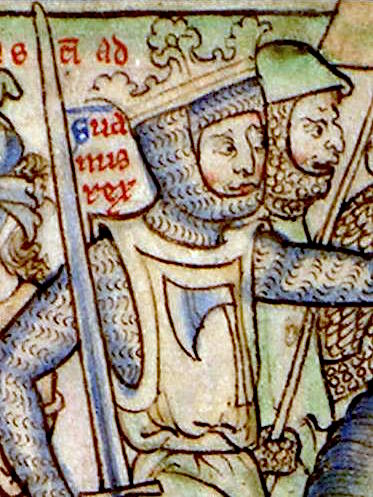
Sven Gabelbart (Detail einer Miniatur aus dem 13. Jahrhundert, Cambridge University Library)

Sven I. „Gabelbart“ (dänisch Svend Tveskæg; manchmal auch Sven Haraldsson; * 963; † 2. oder 3. Februar 1014 in Gainsborough) war etwa ab 986 König von Dänemark. Er nahm an Raubzügen in den Jahren 994–995 in England teil und führte ab 1003 als Wikingerführer einige groß angelegte Invasionsversuche gegen England durch. 1013 gelang ihm eine Eroberung großer Teile Englands und die Vertreibung des angelsächsischen Königs Æthelred II. Sven war dann bis zu seinem Tod im Februar 1014 für 40 Tage der erste dänische König von England. Sven war der Vater von König Harald II. von Dänemark, König Knut dem Großen von England und Königin Estrid Svendsdatter.

## Leben

### Familie und Revolte gegen den Vater

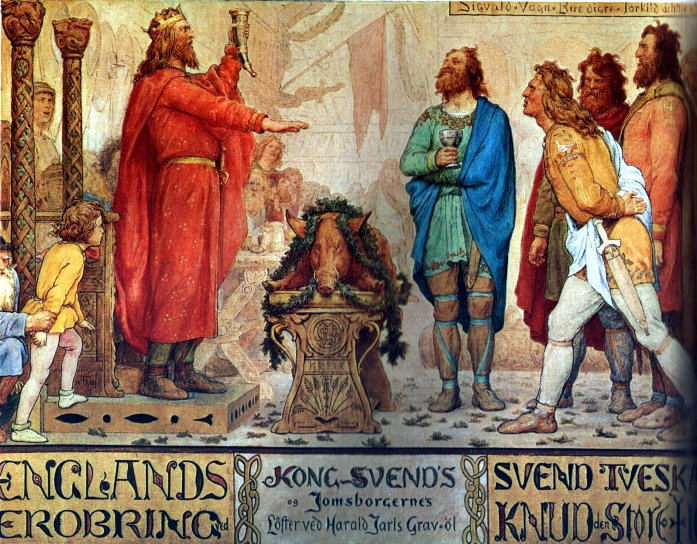
Sven Gabelbart beim Begräbnisbier (Sumbel) für seinen Vater Harald (nationalromantisches Historienbild von Lorenz Frølich, 1883–1886)

Sven wurde 963 als Sohn des Königs Harald I. Blauzahn von Dänemark geboren. Svens Mutter soll keine Adelige gewesen sein; in der Jómsvíkinga saga wird sie als Dienstmagd beschrieben. Harald herrschte über ein Reich, das die Halbinsel Jütland, dänische Inseln wie Fünen und Seeland und Regionen im heutigen Schweden und Norwegen wie Halland, Schonen, Agder, Vestfold oder Raumariki umfasste. Er hatte während seiner Herrschaft auch einen wechselnden Einfluss über Teile Norwegens und unterhielt Bündnisse mit den Slawen an der südlichen Ostseeküste.
Sven soll im Jahr 986 oder 987 an einer Revolte gegen seinen Vater Harald Blauzahn beteiligt gewesen sein, da Harald Sven nicht bei der Thronfolge berücksichtigen wollte. Angesichts der tendenziösen Berichte in den Quellen ist dies ungesichert. Haralds Truppen gewannen im Konflikt mit den Rebellen die Oberhand, aber Harald starb schließlich an Wunden, die er im Kampf erhalten hatte. Da Haralds legitime Söhne bereits verstorben waren, konnte sich Sven als König von Dänemark durchsetzen.

### Mögliches Exil und Aktivitäten in England
Die Jahre von 990 bis 995 sind in den Quellen widersprüchlich belegt. Nach den Chronisten Adam von Bremen und Thietmar von Merseburg wurde Sven ins Exil getrieben. Ob Sven wirklich im Exil war, ist unter heutigen Historikern umstritten. Belegt ist aber über weitere Quellen wie die Angelsächsische Chronik und die Heimskringla, dass Sven von etwa 990 bis 995 Feldzüge in Altsachsen, Friesland und England durchführte. Der Historiker Ian Howard schätzt, dass Sven während dieser Abwesenheit wohl kaum in der Lage war, seine königliche Autorität in Dänemark durchzusetzen. Svens Abwesenheit hat in Dänemark vermutlich ein Machtvakuum entstehen lassen, wozu auch die Berichte von Adam von Bremen passen, dass König Erik Segersäll von Schweden die Situation ausnutzte, um die Vorherrschaft über Dänemark zu gewinnen.
Laut der angelsächsischen Chronik hatte sich Sven zusammen mit Olav Tryggvason spätestens 993 als einer der Hauptanführer der Wikingerangriffe auf England etabliert. 993 oder 994 waren Sven und Olav Führer einer Belagerung von London, nach deren erfolglosem Ende sie große Teile Südostenglands verwüsteten. Zur Beendigung der Angriffe auf England zahlte der König Æthelred dem skandinavischen Heer schließlich 994 ein Danegeld von 22.000 Pfund in Gold und Silber. Da der Vertrag und einige Versionen der angelsächsischen Chronik nur Olaf und nicht Sven erwähnen, war Sven zu diesem Zeitpunkt möglicherweise bereits wieder auf dem Weg zurück nach Dänemark.
König Erik Segersäll von Schweden war um 994 gestorben, so dass es denkbar ist, dass Sven dessen Tod nutzte, um seine Herrschaft über Dänemark spätestens im Jahr 995 wieder herzustellen. Es gibt einige Belege dafür, dass Svens Rückkehr in Dänemark auf Widerstand stieß und um Hedeby gekämpft wurde. Sven war jedoch letztlich siegreich und stabilisierte seine Herrschaft durch die Heirat mit der schwedischen Königswitwe Sigrid.

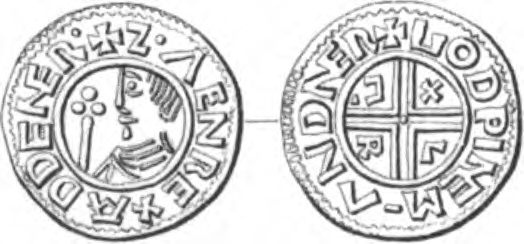
Die Inschrift lautet: „Sven, König der Dänen“ und „Godwine, Münzmeister der Dänen“

Sven war Christ und errichtete in Roskilde eine große Kathedrale, erkannte aber die Oberhoheit des Erzbischofs von Hamburg nicht an.
Um das Jahr 995 ließ Sven Gabelbart seinen Namen und den seines Königreichs erstmals auf eine Münze prägen. Da dies die erste Münze ist, die ihren Ursprung durch ihre Prägung präzise ausweist, gilt sie vielen als Beginn der dänischen Münzgeschichte.

### Herrschaft über Norwegen und Eroberung von England
Die politische Situation im Ostseeraum änderte sich erneut mit der Seeschlacht von Svold am 9. September 1000. Die Schlacht fand zwischen dänischen Truppen unter König Sven Gabelbart gemeinsam mit schwedischen Truppen unter König Olof Skötkonung, unterstützt von abtrünnigen Norwegern unter Erik Håkonsson auf der einen und Norwegern unter König Olav Tryggvason auf der anderen Seite statt. Sie endete mit der Niederlage Olav Tryggvasons. Norwegen wurde zwischen Schweden und Dänemark aufgeteilt. Sven herrschte nunmehr auch über Norwegen mittels zweier Jarle.
Ab 1003 führte Sven einige groß angelegte Invasionsversuche gegen England durch (1003–1005, 1006–1007, 1009–1012 und 1013), die der englische König Æthelred zunächst durch Zahlungen großer Geldsummen zu beenden suchte. Als Auslöser für diese Invasionsversuche wird unter anderem das St.-Brice’s-Day-Massaker gesehen: Nachdem vertraglich vereinbarte Waffenstillstände mit Geldzahlungen immer wieder durch skandinavische Heere gebrochen worden waren, nahm das Vertrauen in die Loyalität der Skandinavier, die teils auch als Söldner und als Siedler auf englischem Boden weilten, erheblich ab. Am 13. November 1002 befahl der englische König Æthelred, dass alle dänischen Bewohner Englands getötet werden sollten, wobei auch Sven Gabelbarts Schwester Gunhilde ums Leben kam. Als Gründe für die Invasion Englands durch Sven wird unter anderem Rache für St.-Brice’s-Day-Massaker genannt, aber die Historiker Nicholas Higham und Martin Ryan halten es auch für möglich, dass Sven nur die Gelegenheit und seine reichlich zur Verfügung stehenden Truppen genutzt hat, um das wohlhabende England zu erobern.
1013 kam Sven mit einer Flotte nach England, wo er zunächst nach Sandwich segelte, dann den Humber und den Trent entlang bis nach Gainsborough in Lincolnshire. Uhtred, Earl von Nordhumbrien, unterwarf sich Sven, ebenso die Einwohner von Lindsey, der Five Boroughs des ehemaligen Danelag und alle Streitkräfte nördlich der Watling Street. Die Historiker Higham und Ryan denken, dass die rasche Unterwerfung dieser Gebiete unter Sven damit zusammenhing, dass diese Gebiete zum Herrschaftsbereich von Ealdorman Ælfhelm gehört hatten, den der englische König Æthelred 1006 töten ließ; Sven nutzte vermutlich Animositäten in diesen Gebieten gegen Æthelred. Durch die Heirat von Svens Sohn Knut mit Ælfgifu von Northampton, Ealdorman Ælfhelms Tochter, wurde Svens Position noch gestärkt. Sven zog weiter nach Süden, wo er die Unterwerfung der südlichen Gebiete Englands und schließlich auch Londons erreichte. Der englische König Æthelred floh ins Exil in die Normandie.
Am 25. Dezember 1013 wurde Sven zum König von England erklärt. Da er bereits vierzig Tage später starb, ist unsicher, ob er sich langfristig als erfolgreicher Herrscher in England hätte etablieren können.

### Tod und Nachwirkung
Sven Gabelbart starb am 3. Februar 1014 in Gainsborough in der Grafschaft Lincolnshire, das er zu seiner Hauptstadt gemacht hatte, kurz vor seiner geplanten Krönung. Sein Leichnam wurde nach Dänemark überführt und im Dom zu Roskilde bestattet. Die Biographie eines flandrischen Mönches König Knuts Taten oder eine Preisschrift für Königin Emma berichtet allerdings, dass er „in der Kirche bestattet [wurde], die dieser König zu Ehren der Dreifaltigkeit hatte aufführen lassen, in dem Grab, das er sich eingerichtet hatte.“ Das wäre dann in Lund gewesen, dessen älteste Kirche von Sven aus Holz als Dreifaltigkeitskirche gebaut worden war. Bei den Ausgrabungen wurde unter dem Boden dieser Kirche eine grabförmige Grube gefunden. An solcher Stelle pflegten nur die Erbauer einer Kirche begraben zu werden, so dass es durchaus möglich ist, dass Sven zunächst dort begraben wurde.
Nachfolger als König von Dänemark war zunächst sein Sohn Harald II. Sein Sohn Knut wurde im Danelag als König ausgerufen, aber von Æthelred nach dessen Rückkehr aus dem Exil in der Normandie aus England vertrieben. 1016 kehrte Knut zurück und wurde nach dem Tod von Æthelred und dessen Sohn Edmund Ironside König von ganz England. Nach dem Tod von Harald II. 1018 folgte Knut der Große seinem Bruder als König von Dänemark. Er herrschte schließlich über ein skandinavisches Reich, das neben England, Dänemark, Teilen Schwedens und der Ostseeküste zeitweise auch Norwegen umfasste.

## Ehefrauen und Kinder
Nach Steenstrup war er erst mit Gunhild von Polen, einer Tochter des abodritischen Samtherrschers Mistislaw, verheiratet, dann mit Sigrid Storråda, Sigrid der Stolzen. Von anderer Quelle wird Świętosława von Polen als Ehefrau genannt; sie dürfte mit Gunhild identisch gewesen sein.
Als Svens Kinder sind belegt:
- Gytha, Mutter unbekannt: Gytha heiratete später Earl Erik Hakonarson ca. 997
- Harald, Sohn von Gunhild; er starb vor seinem Vater Sven
- Knut, Sohn von Gunhild oder (nach anderen Quellen) von Sigrid, der spätere Knut der Große
- Harald, Sohn von Sigrid, der spätere Harald II.
- Estrid Svendsdatter, Tochter von Sigrid, heiratete Ulf Jarl; Estrid und Ulf sind die Eltern von Sven Estridsson, König von Dänemark